# بزرگراه C-33
بزرگراه C-33 (انگلیسی: Autopista C-33) بزرگراهی در کاتالونیا می‌باشد. این بزرگراه بزرگراه AP-7 در شمال بارسلون را به مرکز شهر و  
بزرگراه C-17 متصل می‌کند.
برای بازی‌های المپیک تابستانی ۱۹۹۲ به نام A-17 شناخته‌شده بود و به عنوان بخشی از مسیر دوچرخه‌سواری در بازی‌های المپیک تابستانی ۱۹۹۲ (تایم تریل جاده تیمی) استفاده شد که در پیست بارسلون-کاتالونیا شروع و پایان یافت.